# Sonate K. 309
Pour la sonate de Mozart, voir Sonate pour piano no 7 de Mozart.
La sonate K. 309 (F.257/L.454) en ut majeur est une œuvre pour clavier du compositeur italien Domenico Scarlatti.

## Présentation
La sonate K. 309 en ut majeur, notée Allegro, forme une paire avec la sonate précédente. Fondu dans un style galant simple à deux voix, on remarque l'accompagnement en notes ou accords répétés qui évoque les percussions (Trommelbass).

Le manuscrit principal est le numéro 14 du volume VI de Venise (1753), copié pour Maria Barbara ; les autres sont Parme VIII 8, Münster IV 15 et Vienne B 15.

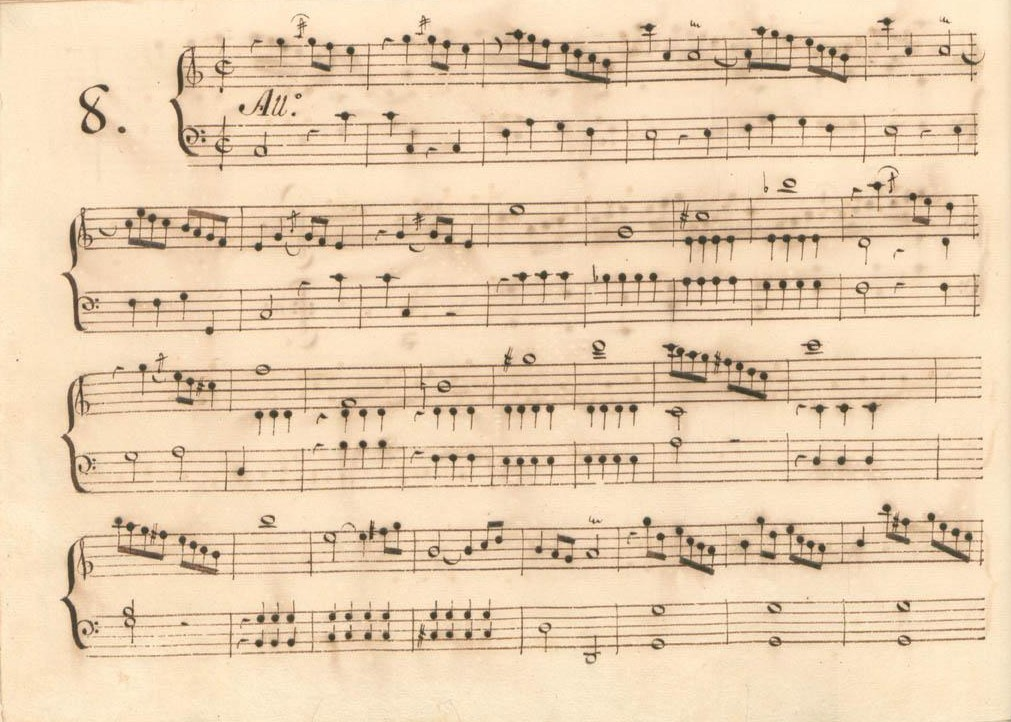
Parme VIII 8.
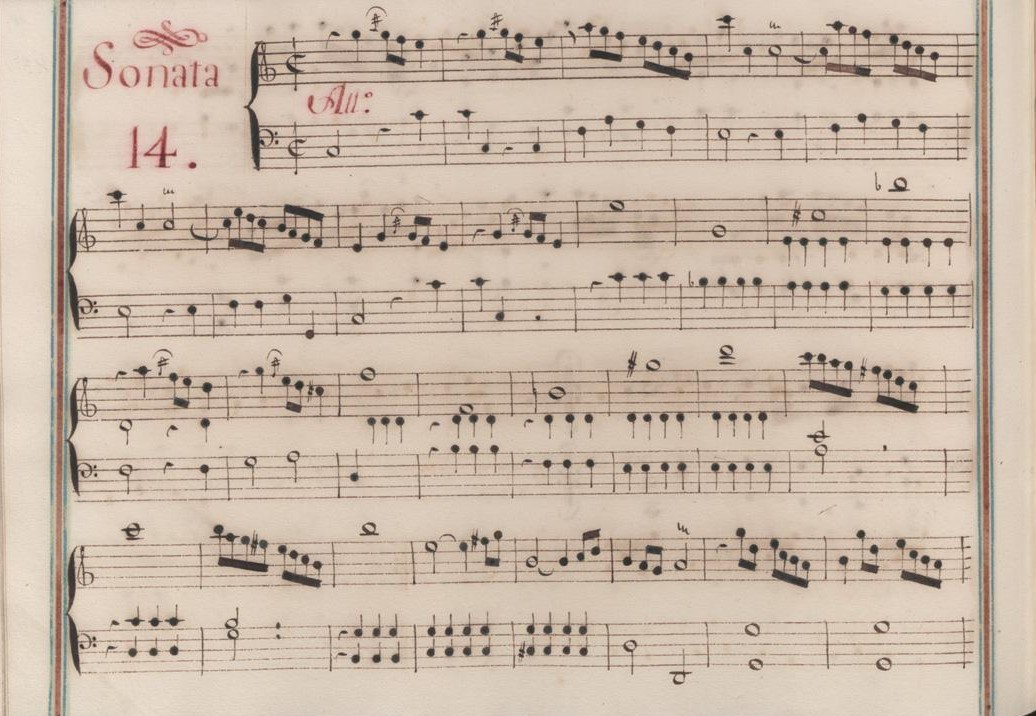
Venise VI 14.

## Interprètes
La sonate K. 309 est défendue au piano, notamment par Gerda Struhal (2007, Naxos, vol. 12) et Carlo Grante (2012, Music & Arts, vol. 3) ; au clavecin par Gustav Leonhardt (1970, DHM), Blandine Verlet (1976, Philips), Scott Ross (1985, Erato), Richard Lester (2003, Nimbus, vol. 3) et Pieter-Jan Belder (Brilliant Classics).

## Sources
: document utilisé comme source pour la rédaction de cet article.
- Ralph Kirkpatrick (trad. de l'anglais par Dennis Collins), Domenico Scarlatti, Paris, Lattès, coll. « Musique et Musiciens », 1982 (1re éd. 1953 (en)), 493 p. (ISBN 978-2-7096-0118-4, OCLC 954954205, BNF 34689181).
- Alain de Chambure, « Domenico Scarlatti : Intégrale des sonates — Scott Ross », Erato (2564-62092-2), 1985 (OCLC 891183737) .
- (en) Carlo Grante, « Domenico Scarlatti, intégrale des sonates pour clavier (vol. 3) », Music & Arts (CD-1292), 2013 (OCLC 907929504) .